# Lista de aplicativos gratuitos e de código aberto para Android

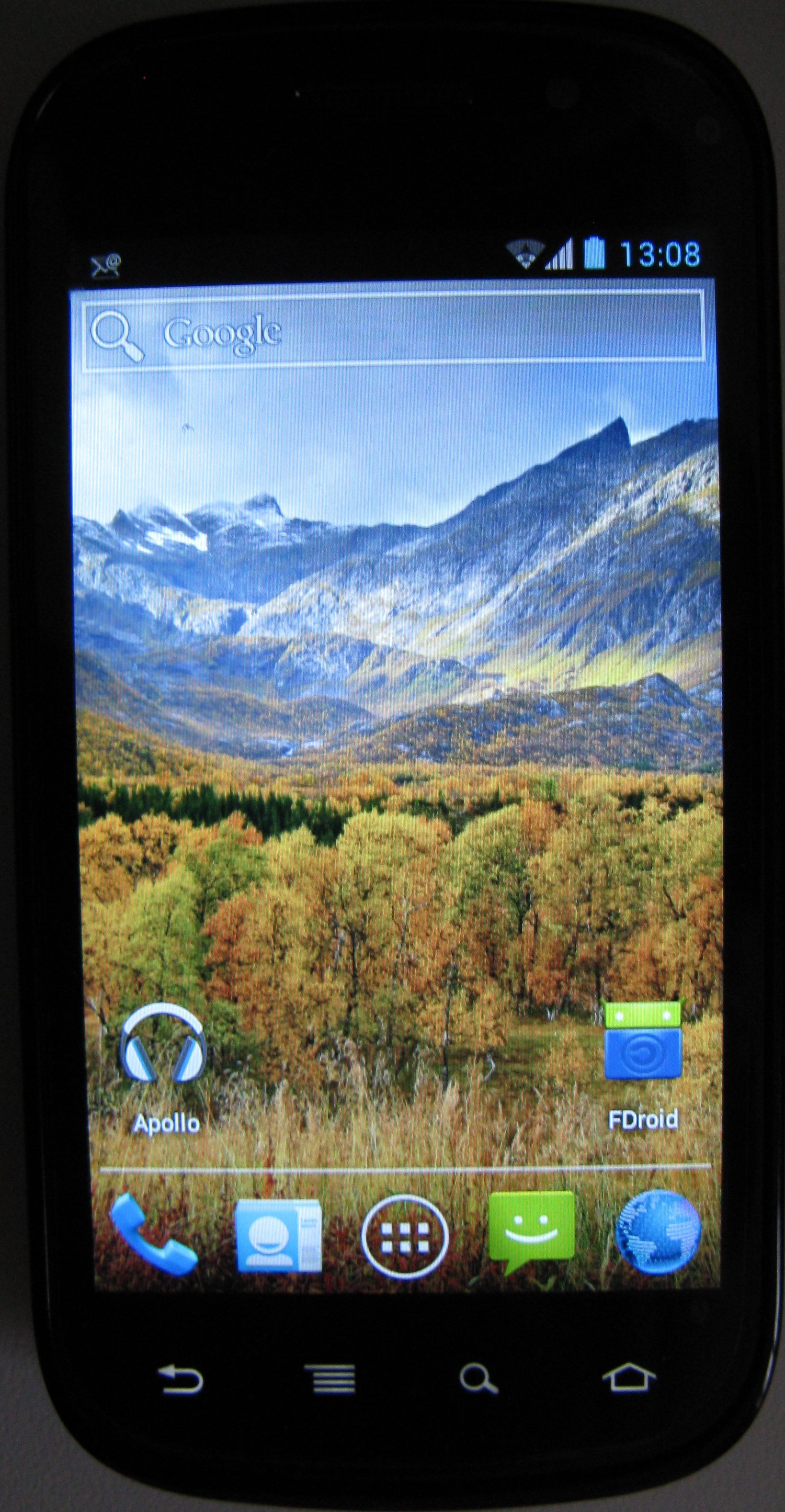
A maioria dos celulares Android, como o Nexus S, permitem a instalação de aplicativos da Play Store, F-Droid store ou diretamente por arquivos APK.

Esta é uma lista incompleta de aplicativos notáveis que são executados na plataforma Android que seguem as diretrizes de software livre e software de código aberto. Para uma lista mais extensiva de apps, veja a seção ligações externas abaixo.

## Comunicação

### Bloqueio de propagandas
| Nome do aplicativo | Descrição                | Website | Disponibilidade | Disponibilidade | Disponibilidade | Disponibilidade | Licença   | API       | Nota |
| Nome do aplicativo | Descrição                | Website | APK             | Play Store      | F-Droid         | Código fonte    | Licença   | API       | Nota |
| ------------------ | ------------------------ | ------- | --------------- | --------------- | --------------- | --------------- | --------- | --------- | ---- |
| AdAway             | Bloqueador de propaganda | website |                 | Não             | Sim             | github          | GNU GPLv3 |           |      |
| Adblock Plus       | Bloqueador de propaganda | website | página          | Não             | Sim             | github          | GNU GPLv3 | L7 / 2.1+ |      |

### Comunicação geral
| Nome do Aplicativo | Descrição                               | Website | Disponibilidade | Disponibilidade | Disponibilidade | Disponibilidade | Licença    | API  | Nota                                                        |
| Nome do Aplicativo | Descrição                               | Website | APK             | Play Store      | F-Droid         | Código fonte    | Licença    | API  | Nota                                                        |
| ------------------ | --------------------------------------- | ------- | --------------- | --------------- | --------------- | --------------- | ---------- | ---- | ----------------------------------------------------------- |
| ConnectBot         | SSH, telnet, and emulator de terminal   | website | lista           | Sim             | Sim             | github          | Apache 2.0 | 1.5+ |                                                             |
| CSipSimple         | SIP & cliente VoIP                      | website | lista           | Sim             | Sim             | svn             | GPLv3      | 1.6+ |                                                             |
| DAVx⁵              | Cliente de CalDAV/CardDAV               | website |                 | Sim             | Sim             | git             | GPLv3      | 4.4+ |                                                             |
| Jitsi              | Videoconferência mensageiro instantâneo | website | lista           | Não             | Não             | zipballs github | LGPLv2.1   | ?    | Versão para Android é um lançamento alfa experimental.      |
| K-9 Mail           | Cliente de e-mail avançado              | website | list            | Sim             | Sim             | github          | Apache 2.0 | 2.2+ | Tem suporte para integração OpenPGP com APG ou OpenKeychain |
| Linphone           | Cliente de video SIP/VOIP               | website | lista           | Sim             | Sim [ 3 ]       | git             | GPLv2      | 2.2+ |                                                             |
| Sipdroid           | Cliente SIP/VoIP                        | website |                 | Sim             | Sim             | github          | GPLv3      | 2.0+ | funciona no 1.5                                             |
| WordPress          | Cliente oficial do WordPress            | website | ?               | Sim             | Sim             | github          | GPLv2      | 2.3+ |                                                             |